# Éolienne flottante
Une éolienne flottante ou éolienne flottante en mer est une éolienne en mer montée sur une structure flottante qui permet à la turbine de produire de l'électricité plus loin des côtes, où l'eau est beaucoup plus profonde et les vents plus forts et plus stables.

## Applications
- Production d'électricité
- Production d'hydrogène
- Production de méthanol ou BtL-carburant
- Dessalement de l'eau de mer

## Développement
Dans le développement d'éoliennes flottantes en mer, on bénéficie de l'expérience de l'industrie pétrolière et gazière avec des plateformes pétrolière flottantes.

## Types de plateformes
Les plateformes peuvent être classées en :
- single-turbine-floater (une éolienne montée sur une structure flottante) ;
- multiple-turbine-floaters (plusieurs éoliennes montées sur une structure flottante).

En 2024, quatre technologies se détachent :
1. Les barges : les technologies de barges flottantes peuvent être réalisées en béton ou en acier, suivant des formes spécifiques capables de résister aux plus fortes houles avec des installations minimalistes. Cette technologie est notamment utilisée par l’entreprise française BW Ideol installée à La Ciotat avec son flotteur annulaire breveté Damping Pool®. BW Ideol, possède déjà deux éoliennes flottantes en activité : Floatgen au large du Croisic en Loire-Atlantique, prévue initialement pour être opérationnelle 5 ans en mer, le très bon état du flotteur et de la turbine permettent à Floatgen de continuer à être active pendant 5 ans supplémentaires et Hibiki à Kitakyūshū au nord du Japon qui a déjà connu de nombreux typhons sans dommage sur le flotteur ni la turbine. La technologie Damping Pool ® de BW Ideol a été retenue comme fondation flottante pour les 3 éoliennes du parc pilote EolMed en Occitanie[2].
2. Les semi-submersibles: ces flotteurs sont construits en acier et sont issus de l'industrie du pétrole et du gaz. La technologie « WindFloat » développée par l’américain Principle Power est composée de trois colonnes d'acier ancrées sur le fond. Cette fondation flottante équipe plusieurs projets dont une ferme de 25 MW au large du Portugal et une ferme de 50 MW en Écosse (Kincardine). Ces fondations flottantes équiperont aussi le projet de ferme de Leucate dans le golfe du Lion ;
3. Les « Spar » : utilisation d'un cylindre d'acier lesté qui joue le rôle de fondation flottante ; développée par la compagnie pétrolière norvégienne Statoil (aujourd’hui devenue Equinor), elle produit déjà de l'électricité au large des côtes écossaises à des profondeurs de 95 à 130 mètres ;
4. Les « Tension-Leg Platform » (TLP) : ce système de flotteur et d'ancrage à câbles tendus développé par SBM Offshore et IFP Énergies nouvelles s'inspire des technologies déjà utilisées pour stabiliser les plateformes pétrolières. Cette technique a été retenue pour le projet Provence Grand Large (EDF Renouvelables, à 17 km en mer de Port-Saint-Louis-du-Rhône) qui inclut 3 éoliennes de 8 MW.

## Coûts
Selon une étude récente de BearingPoint, on recense aujourd'hui un potentiel de 240 GW dans le monde. En France, selon l'association professionnelle France Renouvelables on estime le potentiel 35% des 50 GW annoncés à horizon 2050. Le prix de revient de l'éolien flottant est pour le moment encore un peu plus cher que celui de l'éolien en mer posé car il n’existe pas encore de projets de dimension commerciale (plusieurs centaines de MW en opération). Mais le marché de l’éolien flottant, en phase de maturité, devrait atteindre des tarifs proches de ceux de l’éolien en mer posé car le coût de construction et d’installation des fondations flottantes est compensé par la production électrique qui est bien supérieure, car le vent du large est plus fort et plus régulier.
Le premier parc éolien flottant de taille commerciale, installé par Equinor en Écosse, a obtenu une subvention publique de près de 160 livres (177 €) par MWh produit pendant 20 ans, qui s'ajoutera aux prix de marché britannique ; ce coût est inférieur de 60 à 70 % à celui du démonstrateur préalablement testé en Norvège et Equinor espère qu'à terme les coûts pourraient encore baisser de 40 à 50 %.

## Projets en opération

### France
Floatgen, un démonstrateur de 2 MW équipé de la fondation flottante Damping Pool ® de BW Ideol (assemblée dans le port de Saint-Nazaire) a été inauguré le 13 octobre 2017. Cette éolienne a été remorquée vers le site d’essais en mer géré par Centrale Nantes et le CNRS, à 22 kilomètres du littoral au large du Croisic, la phase de démonstration devant durer cinq ans. Elle a commencé à produire de l'électricité et à alimenter le réseau électrique le 18 septembre 2018. Floatgen a été la toute première éolienne installée en mer au large des côtes Françaises. Porté par un consortium européen, composé notamment de la société française Ideol (leader français des fondations flottantes), de Bouygues Travaux Publics (chargé de la construction du flotteur en béton) et de l'École centrale de Nantes, ce projet bénéficiant de fonds européens est chargé de démontrer la faisabilité technique et la viabilité économique de l’éolien flottant, dans le but d’étendre le potentiel de développement de parcs éoliens en mer aux eaux profondes. Le projet a également pour objectif de démontrer le fort potentiel de diminution des coûts de l’électricité produite par des parcs éoliens flottants. En janvier 2024, Floatgen a atteint le seuil des 30 GWh produits depuis sa mise en service. Forte de ses très bons résultats de production, et à l’état de son flotteur ayant résisté aux plus fortes tempêtes, Floatgen a vu son activité prolongée de 5 ans supplémentaires début 2024.

### Portugal

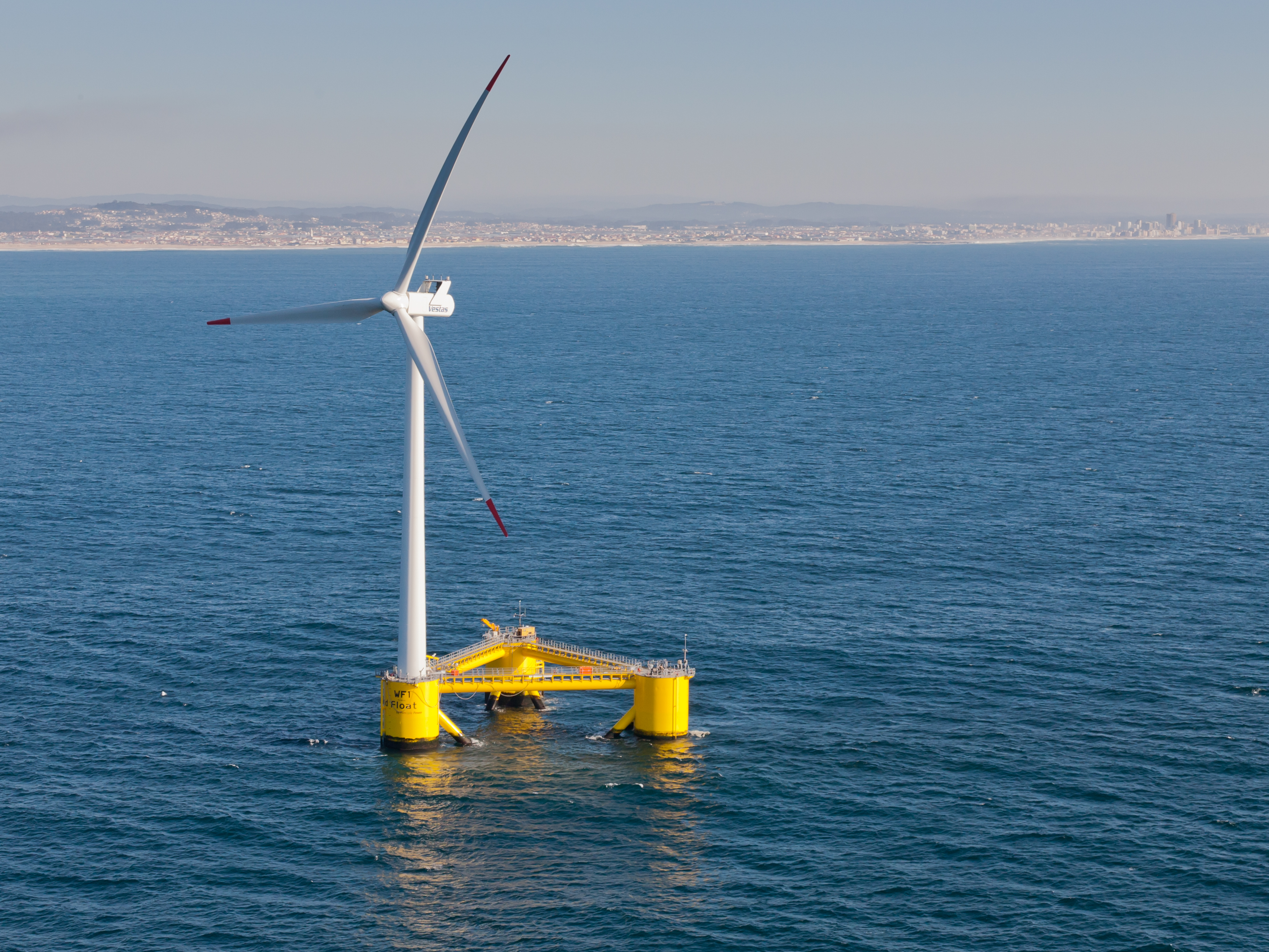
Le projet WindFloat 1, deuxième prototype d'éolienne flottante à échelle réelle d'une puissance de 2 MW et installé au large de Aguçadoura au Portugal.

Le projet WindFloat Atlantic de 25 MW, en opération au Portugal depuis 2020, a été construit sur la base du projet WindFloat 1, un prototype qui a été en service pendant cinq ans (de 2012 à 2016). Windfloat Atlantic est équipé de flotteurs semi-submersibles développés par Principle Power, et le projet est porté par Ocean Winds, EDPR et Principle Power.
À 20 km au large de Viana do Castelo, au Portugal, les trois éoliennes se dressent à 185 mètres au-dessus de la surface de l'océan. Ces éoliennes de 8,4 MW sont installées sur trois plates-formes WindFloat, ancrées au fond marin à 100 mètres de profondeur avec une ligne d'ancrage caténaire et alimentent en électricité 25 000 foyers.

### Japon
Le Japon est un pays à fort potentiel pour le développement de l'éolien flottant compte tenu de la profondeur de ses côtes. Plusieurs démonstrateurs d'éolien flottant sont déjà installés au Japon, notamment dans le cadre du consortium Fukushima Forward. A date, une éolienne flottante est en opération au large de Kitakyūshū, l’éolienne Hibiki. Elle est équipée d’un flotteur en acier développé par la société française BW Ideol. Début 2018, le NEDO (New Energy and Industrial Technology Development Organisation) a annoncé le lancement de deux appels d’offres pour soutenir le développement de projets éoliens flottants en mer dans le pays.

### Écosse
La première ferme éolienne flottante de taille commerciale, le projet Hywind, a été inauguré en octobre 2017. Elle a été développée par la branche New Energy Solutions du groupe pétrolier norvégien Statoil, aujourd'hui Equinor. Ses cinq éoliennes ont des rotors de 154 mètres et des mâts de 253 mètres (dont 175 sous le niveau de l'eau). Ils ont été convoyés lors de l'été 2017 depuis la Norvège jusqu'au site de Buchan Deep, à 25 kilomètres au large des côtes nord-est de l'Écosse, où la vitesse moyenne du vent est de 10 mètres par seconde, soit 36 km/h. Ce projet de 30 MW (équivalent des besoins de 20 000 foyers, produits par 5 éoliennes de 6 MW) représente un investissement de 210 M€, soit un coût par MW inférieur de 60 à 70 % à celui du démonstrateur testé pendant plusieurs années en Norvège par Hywind. La production a démarré le 18 octobre 2017. Une batterie au lithium de grande capacité (1 MWh) produite par Masdar stockera l’énergie produite. Le groupe pense pouvoir produire de l'électricité à un prix de 40 à 60 euros le mégawattheure d’ici 2030. Durant son premier hiver, le facteur de charge du parc s'est élevé à 65% soit 10 points de plus qu'un parc éolien en mer classique.
Autre ferme éolienne flottante en opération depuis 2021, le projet Kincardine, installé à 15 km au large de la côte d'Aberdeen, et dans des eaux allant de 60 à 80 mètres de profondeur. Les cinq unités WindFloat de Principle Power accueillent cinq éoliennes de 9,5 MW s'élèvent pour former la plus grande ferme éolienne flottante au monde.

### Norvège

La Hywind, première éolienne flottante, au large de Stavanger.

La première éolienne flottante en mer au monde a été installée en 2009 en Norvège (projet Hywind). Cette éolienne de 2,3 MW équipée d'une fondation spar, toujours opérationnelle, est aujourd'hui opérée par Unitech après avoir été développée par Statoil, devenu Equinor. En août 2019, Enova a attribué 2,3 milliards de couronnes norvégiennes à Equinor pour la construction d’une ferme éolienne flottante en béton de 88 MW au large des côtes norvégiennes, d'une valeur totale de 8 milliards de couronnes norvégiennes, appelée Hywind Tampen, dans le but de réduire les coûts technologiques et de fournir 35 % de l'électricité annuelle aux champs pétroliers de Snorre et Gullfaks. La construction a débuté en 2021, les turbines ont été assemblées en 2022, envoyant la première électricité à Gullfaks A en novembre 2022. Le projet a été achevé en août 2023.

### Espagne
Saitec Offshore, en collaboration avec RWE et Kansai Electric Power Inc., a installé l'unité éolienne flottante DemoSATH de 2 MW sur le site d’essai de BiMEP, à 2 milles au large dans la mer Cantabrique, dans une profondeur d'eau de 85 mètres. Installée en 2023, pour une durée de 2 ans. La technologie de flotteur est développée par Saitec Offshore Technologies.

## Projets en développement

### France
4 projets "pilotes" (3 en Méditerranée et 1 en Bretagne, comprenant entre 3 et 6 éoliennes chacun) ont été attribués par le gouvernement français dans le cadre d'un appel à projets publié en 2015 et dont les résultats ont été annoncés en 2016 :
- au large de Gruissan (Aude) en Méditerranée, le groupe Qair (ex-Quadran) s'est vu attribuer le développement du projet EolMed. Ce projet devait être constitué de 4 éoliennes SENVION de 6 MW chacune et de fondations flottantes BW Ideol construites par Bouygues Travaux Publics. À la suite des difficultés financières de Senvion en 2019, EOLMED est passé sur 3 éoliennes de MHI Vestas Offshore Wind de 8MW[réf. souhaitée]. Le projet est actuellement en cours de construction avec des flotteurs BW Ideol en acier à Port-la-Nouvelle (Aude) ;
- au large de Groix et Belle-Ile, en Bretagne, le consortium Eolfi (ex-filiale de Veolia, rachetée par le groupe BP en 2019[14]) -CGN Europe Energy, développe un projet de quatre éoliennes Alstom/General Electric de 6 MW chacune équipées de fondations flottantes Naval Energies et Vinci Construction France ; ce projet est abandonné en novembre 2022 à la suite des retraits du turbinier General Electric et du fabricant de flotteurs Naval Group ainsi que de la hausse des coûts généralisée et de la crise de l'énergie[14] ;
- au large du phare de Faraman (Bouches-du-Rhône), EDF Energies Nouvelles développe le projet Provence Grand Large de 3 éoliennes SIEMENS GAMESA d'une puissance unitaire de 8 MW et équipé de fondations flottantes conçues par SBM Offshore en partenariat avec IFP Energies Nouvelles. Les éoliennes sont installées en mer depuis 2023 mais le projet n’est pas encore opérationnel ;
- au large de Leucate - Le Barcarès (Aude) seront installées 3 éoliennes V164 (produites par MHI Vestas Offshore Wind) de 8 MW chacune. Le projet est développé par ENGIE. Le parc sera constitué de 4 flotteurs métalliques conçus par la société Principle Power et construits par Eiffage. Le projet est en cours de construction.

En octobre 2018, quatre présidents de Régions (Bretagne, Occitanie, PACA et Pays de la Loire) soucieux d’œuvrer à une transition énergétique à la hauteur des enjeux climatiques et ayant "déjà investi plusieurs centaines de millions d'euros, dans les aménagements portuaires notamment", ont écrit au gouvernement pour qu'"il prenne les décisions nécessaires pour développer la filière française de l'éolien offshore flottant". Cette filière devrait composer une part plus élevée du mix énergétique des régions littorales, dans la Programmation pluriannuelle de l'énergie (PPE, en cours de révision en 2018). Ces régions jugent peu ambitieux les objectifs d'énergies marines et demandent des appels à projet d'éolien flottant en mer concomitants et équilibrés sur l'Atlantique et la Méditerranée.
En avril 2019, alors que les quatre projets expérimentaux attribués en 2016 attendent leurs autorisations, des difficultés s'accumulent : désengagement de General Electric de l'éolien en mer, Senvion placé en règlement judiciaire. Les décisions d'investissement sont attendues pour la fin 2019 et les mises en service à partir du deuxième semestre 2021. Les consortiums recherchent des investisseurs pour ces quatre projets évalués à 880 millions d'euros au total, dont 330 millions d'euros apportés par le PIA (Programme d'investissements d'avenir) de l'État. Le projet de Programmation pluriannuelle de l'énergie (PPE), que les industriels trouvent trop timide, prévoit de lancer un appel d'offres pour un parc de 250 MW en 2021, avec un tarif autour de 120 €/MWh. Un deuxième parc de même taille est programmé pour 2022, avec un objectif de prix à 110 €/MWh. Suivraient ensuite, en 2024, de 250 à 500 MW, selon les prix.
En mai 2019, les régions Occitanie, Bretagne, Sud et Pays de la Loire demandent une programmation pluriannuelle de l'énergie plus ambitieuse pour faire émerger une filière industrielle française. Le gouvernement prévoit d'ici 2024 des appels d'offres d'un total d'environ 1 GW : deux appels d'offres de 250 MW chacun en 2021 et 2022, à un tarif de 120 €/MW, puis de 250 à 500 MW en 2024 ; les régions littorales et les industriels réclament 6 GW, arguant que « la création d'une filière française ne sera possible que si la capacité de production garantit aux industriels un retour sur investissement ». La région Occitanie mobilise, aux côtés du Grand Narbonne et du département de l'Aude, 230 millions d'euros dans l'extension du port de Port-la-Nouvelle, avec la création de digues et d'un quai, et la région Bretagne consacre 220 millions d'euros à Brest pour créer un quai de 400 mètres de long et une digue en arc de cercle de 900 mètres.
Un débat public sur l’implantation de deux parcs d’éoliennes flottantes au sud de la Bretagne est lancé le 20 juillet 2020 ; ce projet, porté par le ministère de la transition Écologique et la Région Bretagne, est composé d'un premier parc d'une puissance de 250 MW (AO5), puis d'un second d'une puissance allant jusqu'à 500 MW, ainsi que de leur raccordement mutualisé réalisé par RTE.
En mai 2021, le ministère de la Transition écologique lance un site Internet qui recense l’ensemble des informations relatives aux projets éoliens en mer, sur chaque façade maritime de la France métropolitaine.
Le 14 mars 2022, le Premier ministre Jean Castex annonce le lancement de deux appels d'offres pour la construction de deux parcs d'éoliens flottants en Méditerranée à l'horizon 2030, d'une capacité de production de 250 MW chacun (AO6), à 22 km au large de Port-la-Nouvelle et de Fos-sur-Mer. Ils seront attribués aux lauréats des appels d'offres en 2023. Dans un second temps, ils pourront même être étendus pour atteindre 750 MW.
En novembre 2022, l'Ademe apporte une aide de 14,9 millions d'euros, sous la forme d'une avance remboursable dans le cadre du programme France 2030, au projet de la société brestoise Eolink de développer un nouveau modèle d'éolienne flottante de 5 MW qui sera dotée de quatre mâts, ce qui permettra de baisser de 30 % le volume d'acier nécessaire et le coût de construction de 20 %.
Le 15 mai 2024, le gouvernement désigne le lauréat du premier appel d'offres français pour un parc flottant, le parc Bretagne Sud, au large de Belle-Ile-en-Mer, d'une capacité de 250 MW : le consortium Pennavel constitué par l'allemand BayWa r.e. et le belge Elicio. Cette annonce a pris plusieurs semaines de retard, le premier candidat retenu ayant finalement abandonné du fait de la détérioration des conditions de marché. Le tarif d'achat garanti pour ce parc est fixé à  86,45 €/MWh, très inférieur au prix plafond fixé à 140 €/MWh pour cet appel d'offres. Ce prix parait très bas pour nombre d'observateurs, alors que des études estiment que les tarifs d'achat du prochain appel d'offres sur l'éolien au Royaume-Uni pourraient atteindre le double.

### Ecosse
En 2022, Crown Estate Scotland, l'organisme public du gouvernement écossais chargé de la gestion de l'espace maritime en Écosse, a attribué 17,8 GW de projets éoliens flottants en mer dans le cadre d’un process de leasing. Parmi les consortiums gagnants figurent plusieurs développeurs français dont Total Energies, Qair et BW Ideol. L’Ecosse est considérée comme le marché le plus avancé du monde en matière d’éolien flottant en mer. Les premiers projets devraient être mis en service en 2032.

### Etats-Unis
En décembre 2022, le BOEM (Bureau de gestion des océans et de l'énergie des États-Unis) a attribué des baux pour 4,6 GW sur 373 000 hectares au large de la Californie à 5 gagnants pour une somme totale de 750 millions de dollars.

## Potentiel mondial
Le potentiel mondial des éoliennes flottantes serait d'environ 10 000 TWh/an. Ce potentiel est à comparer à celui des hydroliennes immergées (450 TWh/an).